# Museo de la Palabra (España)
El Museo de la Palabra es una organización sin ánimo de lucro perteneciente a la Fundación César Egido Serrano, cuyos fines son la promoción del arte y la utilización del diálogo como herramienta para lograr la paz entre las diferentes culturas y religiones. El museo está situado en la localidad de Quero, en Toledo, España.

## Historia
Su historia es paralela a la de la Fundación César Egido Serrano. Con la convocatoria de la primera edición del Premio Internacional de Microrrelatos Museo de la Palabra, la institución inicia una andadura de presencia nacional e internacional.
La sede del Museo de la Palabra fue inaugurada el 23 de noviembre de 2009 por el presidente de la Junta de Comunidades de Castilla-La Mancha, José María Barreda Fontes. Ese mismo día se hizo entrega de la primera edición del Premio Internacional de Microrrelatos Museo de la Palabra y la fecha pasa a ser reivindicada como el Día Internacional de la Palabra (International Day of Words).

## Premio Internacional de Microrrelatos Museo de la Palabra
El Museo de la Palabra organiza anualmente un concurso de Microrrelatos con 20.000 dólares de premio al relato ganador, lo que lo convierte en el galardón mejor dotado por palabra del mundo. Asimismo, concede tres accésits de 2.000 dólares cada uno para los mejores relatos de cada una de las lenguas admitidas en el concurso. 
El Concurso de Microrrelatos contó en su primera edición con los siguientes miembros del Jurado: Cristina Alberdi, la condesa de Latores, Shlomo Ben Ami, Juan Cruz, Ignacio Ferrando, Paloma Mayordomo, Miguel Ángel Mellado, César Antonio Molina, Carmen Posadas, Javier Sagarna y presidido por el director del Museo de la Palabra, Alfonso Fernández Burgos, que entregaron el premio a la argentina María Soledad Uranga.
La segunda edición del Premio fue entregada por la presidenta de la Junta de Comunidades de Castilla-La Mancha, María Dolores de Cospedal el 9 de mayo de 2012. . El Jurado estuvo formado por Juan Luis Cebrián, Luis Alberto de Cuenca, Ignacio Elguero de Olavide, Antonio Lamela, Joaquín Leguina, Manuel Llorente, Gloria Lomana, Eduardo Mendicutti, Enrique Múgica, José Manuel Otero Lastres, Pedro Piqueras, Raúl del Pozo, Vicente Tirado y Asunción Valdés, y presidido por el director del Museo de la Palabra, Alfonso Fernández Burgos.
En su tercera edición, se presentaron 22.571 microrrelatos de 119 países en castellano, inglés, árabe y hebreo, lenguas en las que expresan su sentir religioso las tres religiones monoteístas del mundo. El Jurado estuvo formado por 21 Embajadores de algunos de los países que participaron en el Concurso: Francia, Portugal, Uruguay, Italia, Japón, Rusia, Grecia, Brasil, Austria, Países Bajos, Suecia, Jordania, Omán, Bulgaria, Croacia, Eslovaquia, Azerbaiyán, Honduras, Mónaco, Chipre, Ecuador, el Consejero de Educación, Cultura y Deportes de Castilla-La Mancha, D. Marcial Marín Hellín, y el Delegado del Gobierno de Castilla-La Mancha, D. Fernando Jou.
En la IV Edición del concurso, han participado 149 países, con 35.609 relatos